# Friedemann Pulvermüller
Friedemann Pulvermüller (* 18. April 1960 in Tübingen) ist Sprach-, Kognitions- und Neurowissenschaftler.
Er erforscht die neurobiologischen Grundlagen der Sprache und der Kommunikation. Der Fokus seiner Arbeit liegt auf der Entwicklung eines Modells des Symbolgebrauchs und der Bedeutungsverarbeitung, das die materiellen Grundlagen dieser Prozesse im Gehirn mit einschließt. Hierzu baut er mit seinen Kolleg/inn/en zusammen mathematisch präzise Netzwerkmodelle der Sprachverarbeitung im Gehirn und testet Vorhersagen solcher Modelle in kognitiv-neurowissenschaftlichen und neurolinguistischen Experimenten (Verhalten, EEG, fMRT, MEG, TMS usw.). Praktisch umgesetzt werden die Forschungsergebnisse u. a. in der Entwicklung neuer Methoden der Therapie für Patienten mit neurologisch bedingten Sprachstörungen.

## Leben
Er studierte Biologie und Sprachwissenschaft an der Universität Tübingen, wo er auch 1989 in der Sprachwissenschaft promovierte. Nach Postdoc-Aufenthalten am Max-Planck-Institut für biologische Kybernetik und am Linguistics Department der
University of California, Los Angeles, kehrte er als Helmholtz- und Heisenbergstipendiat nach Deutschland zurück. Nach Habilitationen an der Medizinischen Fakultät der Universität Tübingen (1995) und der sozialwissenschaftlichen Fakultät der Universität Konstanz (1998) promovierte er in Konstanz auch im Fach Psychologie (1999). Noch 1999 erhielt er einen Ruf auf die tenured Stelle eines MRC Programme Leaders und Leiters der Forschungsabteilung 'Cognitive Neuroscience of Language' am Cognition and Brain Sciences Unit des Medical Research Council in Cambridge, UK. 2011 folgte er einem Ruf an die Freie Universität Berlin und das Exzellenzcluster 'Languages of Emotion'.
Er ist Professor (W3) für Neurowissenschaft der Sprache und Pragmatik am Fachbereiche Philosophie und Geisteswissenschaften der FU Berlin und Principal Investigator am  Einstein Center for Neuroscience Berlin sowie an der Berlin School of Mind and Brain und am Exzellenzcluster Matters of Activity der Humboldt-Universität zu Berlin. An der Freien Universität Berlin baute er 2012 das Labor für Gehirn- und Sprachforschung auf (Brain Language Lab Berlin).

## Schriften
"key papers"
- F. Pulvermüller: Words in the brain's language. In: Behavioral and Brain Sciences. Band 22, 1999, S. 253–336.
- F. Pulvermüller: Brain mechanisms linking language and action. In: Nature Reviews Neuroscience. Band 6, Nr. 7, 2005, S. 576–582.
- Pulvermüller, F., Hauk, O., Nikulin, V. V., & Ilmoniemi, R. J. (2005): Functional links between motor and language systems. European Journal of Neuroscience, 21(3), 793–797.
- M. Kiefer, F. Pulvermüller: Conceptual representations in mind and brain: Theoretical developments, current evidence and future directions. In: Cortex. Band 48, Nr. 7, 2012, S. 805–825. doi:10.1016/j.cortex.2011.04.006
- F. Pulvermüller: Neural reuse of action perception circuits for language, concepts and communication. In: Progress in Neurobiolology. Band 160, 2018, S. 1–44. (sciencedirect.com)
- Tomasello, R., Wennekers, T., Garagnani, M., & Pulvermüller, F. (2019): Visual cortex recruitment during language processing in blind individuals is explained by Hebbian learning. Scientific reports, 9(1), 3579.
- F. Pulvermüller, R. Tomasello, M. R. Henningsen-Schomers, T. Wennekers: Biological constraints on neural network models of cognitive function. In: Nature Reviews Neuroscience. 2021. (nature.com)

Publikationen in wissenschaftlichen Zeitschriften
- Publication List Google Scholar

Bücher
- Aphasische Kommunikation. Grundfragen ihrer Analyse und Therapie. Tübingen 1990, ISBN 3-8233-4330-0.
- Neurobiologie der Sprache. Gehirntheoretische Überlegungen und empirische Befunde zur Sprachverarbeitung. Berlin 1996, ISBN 3-931660-26-5.
- Sprache im Gehirn. Neurobiologische Überlegungen, psychophysiologische Befunde und psycholinguistische Implikationen. Stuttgart 1998, ISBN 3-515-07401-5.
- The neuroscience of language. On brain circuits of words and serial order. Cambridge 2002, ISBN 0-521-79374-2.